# OnStage Performing Arts
OnStage Performing Arts  is een theater en theaterschool aan de Mgr. Wulfinghstraat in Paramaribo.
OnStage is een stichting die werd opgericht door Helen Kamperveen, als opleiding van zang, dans en drama voor kinderen. De eerste inschrijvingen vonden in oktober 2007 plaats en als locatie kreeg ze van het Bisdom Paramaribo een gedeelte van het Patronaatsgebouw toegewezen. Daarnaast voerde ze verwante activiteiten met OnStage uit, zoals casting voor films en toneelproducties. In 2009 werd de nieuw opgerichte Villa Zapakara ondersteund met een training aan de museummedewerkers. Ook is er een toneelgroep voor volwassen bijgekomen, evenals een opleiding aan dramadocenten.
Het pand van OnStage wordt ook gebruikt als theater. Terugkerend worden er theaterproducties uitgevoerd, waaronder in het eerste jaar van bestaan een serie van drie festivalweekends.
In 2013 nam Helen Kamperveen afscheid van OnStage en droeg ze de leiding over aan Karin Lachmising. Rond 2014 nam het koppel Joëlle Chiu Hung en Rodney Martodrono de directie over.